# Bad Religion
I Bad Religion sono un gruppo musicale hardcore punk statunitense formatosi nel 1979 a Los Angeles per iniziativa del cantante Greg Graffin, del chitarrista Brett Gurewitz e del bassista Jay Bentley.

## Storia del gruppo

### Gli inizi: 1979-1983

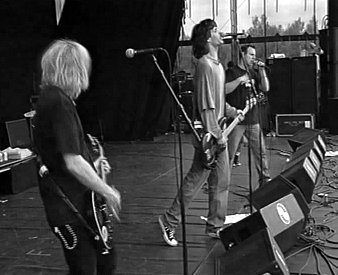
I Bad Religion in concerto

La seconda metà degli anni settanta vede lo spostamento di Graffin dalla terra natia (il Wisconsin) prima a Milwaukee e in seguito nella Valle di San Fernando a Los Angeles, in California. Qui trova un ambiente ostile, che sarà determinante nello sviluppo delle sue idee. Condivide queste difficoltà con una comunità, nella quale individua solide affinità intellettive. Nel 1979 viene a conoscenza di una radio locale, KROQ, che trasmette musica "alternativa" ed organizza eventi per un sempre crescente numero di persone che vogliono manifestare in qualche modo il loro dissenso verso una società che "ghettizza" coloro che non si uniformano alla cultura del segui-la-massa-o-sei-uno-zero.
Quasi parallelamente incontra le persone che formeranno con lui il nucleo storico dei Bad Religion ovvero Brett Gurewitz e Jay Bentley con i quali condivide immediatamente l'attitudine e la passione per il punk. Graffin raccontò al mensile musicale Rock Sound che fu un amico comune a presentargli Gurewitz mentre aspettavano in coda per un concerto dei Ramones.
Il nome Bad Religion e il conseguente simbolo (una croce cristiana sotto il simbolo di divieto) rappresentano le idee del nuovo gruppo, ma sia il simbolo (il crossbuster) che il nome, come spiegheranno a più riprese i vari membri della band, non hanno alcuna attitudine anticristiana o satanista, che si scagliano invece apertamente contro i dogmi imposti dalla società. La religione rappresenta il dogma per eccellenza e da qui deriva il simbolo. Graffin stesso per spiegare il significato della croce sbarrata porta l'esempio del divieto di parcheggio: (come il no parking non significa avercela contro i parcheggiatori o gli automobilisti, il crossbuster non è uno scagliarsi contro i cristiani).
Dopo aver prodotto l'EP Bad Religion decidono per la pubblicazione di un album. Da un prestito del padre di Brett Gurewitz di 1.000 dollari, i Bad Religion producono il loro primo album, uscito sotto l'etichetta da loro stessi fondata - la Epitaph Records - poi diventata la più importante etichetta discografica indipendente del punk (allora la Epitaph era solo una casella di posta e un logo). Il disco, How Could Hell Be Any Worse?, venderà nel 1982 10 000 copie.. Oltre a strutture strumentali semplici ma geniali, a colpire è la maturità sociopolitica dei testi, che innalza il gruppo al di sopra dalla media generale.

### Lo scioglimento: 1983-1984
Nel 1983 esce il secondo album Into the Unknown, registrato dopo un parziale scioglimento della band e vede come bassista Paul Dedona e alla batteria Davy Goldman. Il risultato è un ibrido di chitarre e sintetizzatore, recente regalo di Brett Gurewitz a Greg Graffin. La band negli anni seguenti si preoccuperà personalmente di ritirare e distruggere molte copie del disco incriminato, riconoscendo l'errore di gioventù e riprendendo la strada degli esordi. Dopo Into the Unknown i componenti del gruppo iniziarono a prendere strade diverse ed il gruppo si scioglie temporaneamente.
L'anno successivo, Greg Hetson, membro dei Circle Jerks (storico gruppo hardcore statunitense) che aveva già collaborato con il gruppo registrando la traccia di assolo in Part III dell'album di esordio How Could Hell Be Any Worse?, contatta Graffin e insieme registrano, con lo pseudonimo Greg & Greg, la canzone Running Fast per la colonna sonora del film Desperate Teenage Lovedolls. I due pubblicano anche un album che verrà poi ristampato nel 1997, non più con lo pseudonimo Greg & Greg ma come Greg Graffin & Greg Hetson. Nel 1984 la band pubblica Back to the Known che ritorna, come il titolo stesso fa immaginare, al suono originale del gruppo. Il basso fu registrato da Tim Gallegos. Brett e Jay sono ancora fuori dal gruppo, e lo rimarranno fino al 1986-1987.

### La reunion e la consacrazione: 1987-1993
Nel 1987 il gruppo si riformò con Graffin al canto, il duo Hetson - Gurewitz alle chitarre, Bentley al basso - e Pete Finestone alla batteria, pubblicando il terzo album Suffer. Il disco ottiene un responso positivo: critica e pubblico concordano sul definirlo un capolavoro. Riceve svariati premi come disco dell'anno da autorevoli riviste dell'underground statunitense. È un disco che traccerà orizzonti nuovi all'hardcore melodico che vede i Bad Religion come indiscussi capiscuola e che, a detta dello stesso Brett Gurewitz (chitarrista/produttore), dimostra come il punk si sia evoluto. Anche nel punk si potevano avere delle registrazioni ben fatte, un suono pulito e dei testi come si deve.
Nell'estate del 1989 i Bad Religion sbarcano per la prima volta in Europa. Il gruppo pubblica No Control, album della consacrazione, considerato da alcuni il lavoro che ha canonizzato il suono del gruppo e dal quale moltissime band a venire hanno preso ispirazione. Dal tour successivo viene tratto il film concerto Along the Way, pubblicato in VHS nel 1993.
Il 1990 vede l'uscita di Against the Grain. Contemporaneamente, Greg Graffin si laurea in biologia evolutiva, disciplina che insegna alla prestigiosa Cornell University presso la quale inizia gli studi per conseguire il dottorato di ricerca.
Il 1991 lo storico batterista Pete Finestone abbandona il gruppo e viene sostituito da Bobby Schayer. Nello stesso anno la Epitaph pubblica 80-85, una raccolta che raccoglie gli album e gli EP della band precedenti a Suffer (fatta eccezione per l'album Into the Unknown). Sempre nel 1991 partecipano alla creazione di un album tributo ai Ramones, Gabba Gabba Hey, suonando la canzone We're a Happy Family.
Il 1992 è l'anno di Generator. Le canzoni e i testi trovano si ispirano alla Guerra del Golfo, tema di grande attualità, infatti quando la band entrò in studio George Bush dichiarò guerra a Saddam Hussein. Gurewitz e Graffin aggiunsero alla setlist originale altre due canzoni scritte sul momento: Heaven is Falling e Fertile Crescent, le cui versioni demo sono poi state inserite nella versione rimasterizzata del 2004. I Bad Religion registrano anche il loro primo videoclip (Atomic Garden).
Il 1993 è la volta di Recipe for Hate, in cui si trova la celeberrima canzone che poi è divenuta il simbolo della band, American Jesus. Insieme a Into the Unknown è l'unico album che Gurewitz ripudiò nella propria carriera, infatti nella scelta dei brani per la raccolta All Ages decise di non includere alcuna traccia di questo album.

### Periodo major, l'abbandono di Gurewitz, il declino: 1994-1998

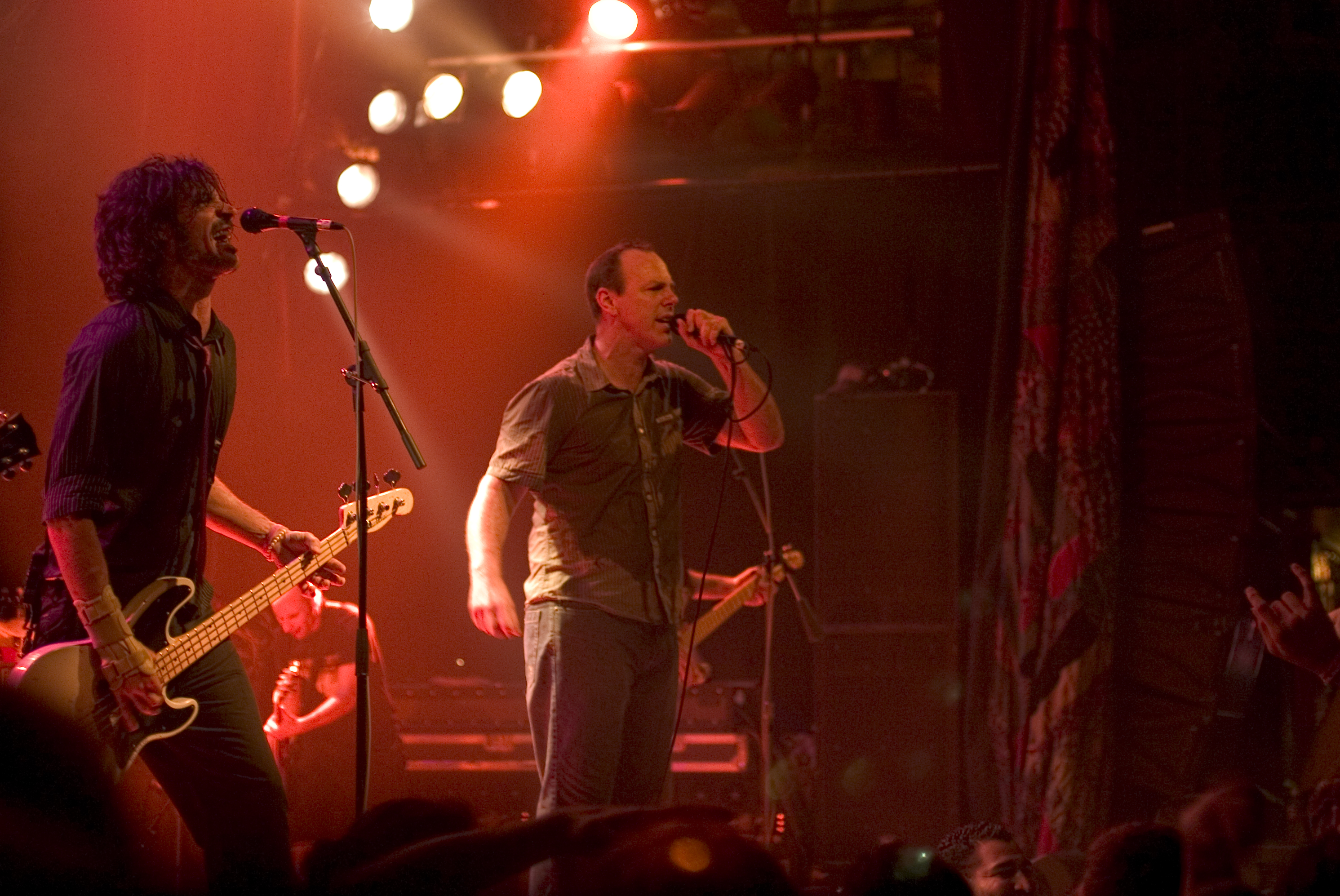
Bentley e Graffin, concerto alla House of Blues, 2005

Il gruppo acquisisce una certa notorietà, dopo aver conosciuto solo un successo di nicchia ed essere sempre stato un gruppo underground ed indipendente inizia l'avventura con una major. Questo accrescerà notevolmente la fama della band, ma non accettata da molti dei primi sostenitori; è in questo clima che viene prodotto nel 1994 Stranger than Fiction.
Brett Gurewitz è ancora il chitarrista della band, ma non più il suo produttore. Il disco, pubblicato da Sony Music, riscontra grande successo nelle vendite, ma di lì a poco Gurewitz deciderà di lasciare il gruppo. Alla base di questa decisione c'è il crescente successo della sua etichetta discografica (in quell'anno la Epitaph con il solo disco Smash degli The Offspring venderà oltre 11 milioni di dischi, record per una etichetta indipendente) e la sua ormai problematica dipendenza da eroina.
Brett è impegnatissimo e si trova un po' spiazzato da tale successo. Il successo clamoroso quanto inatteso degli Offspring rilancerà tutto il movimento punk rock, inoltre la Epitaph accresce a dismisura il suo prestigio producendo anche punk band quali NOFX e Rancid. Il punk rock non è più un fenomeno per pochi ma diventa un fenomeno di massa ed i dischi punk scalano prepotentemente le classifiche di vendita in America ed Europa.
Il congedo di Brett impone una figura carismatica per la sua sostituzione. Si pensa allo storico membro fondatore di Minor Threat e Dag Nasty, Brian Baker, una colonna del punk hardcore americano e chitarrista di primo piano nella scena. Lo stesso Baker per unirsi ai Bad Religion rifiuta di unirsi ai R.E.M. in tour. Nel 1995 la Epitaph distribuisce la raccolta All Ages, una compilation di canzoni che vanno dagli esordi fino a Generator.
Il 1996 è l'anno del secondo disco con l'etichetta Sony nonché del primo senza Gurewitz. In The Gray Race, prodotto da Ric Ocasek, Graffin scrive 4 brani assieme a Baker e tutto il resto da solo. Dopo un intenso tour in Nord America ed Europa, nel 1997 i Bad Religion pubblicano per il solo mercato europeo l'album dal vivo Tested.
Nel 1998 viene pubblicato No Substance, che ottenne un discreto successo commerciale. Secondo Graffin l'insuccesso fu dovuto al fatto che per questo album è stato usato un approccio completamente diverso alla stesura e registrazione. Infatti per tutti gli album precedenti le tracce venivano scritte e arrangiate in studio, durante le prove con la band: per questo album invece Greg Graffin scrisse e arrangiò tutti i pezzi da solo, inviando poi le audiocassette con tablature e informazione sui clic ai vari componenti che separatamente registrarono le varie tracce senza aver l'opportunità di arrangiare le partiture.

### Anni duemila

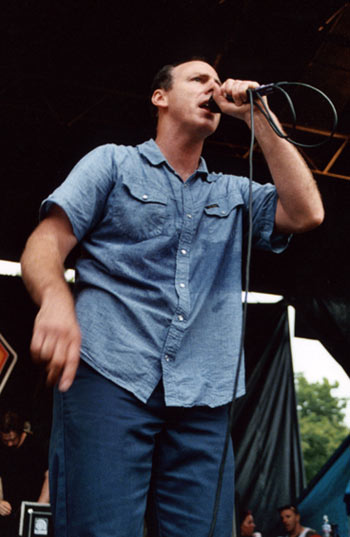
Il cantante Greg Graffin durante un concerto

Nel 2000 Brett Gurewitz rientra non ufficialmente nella band proponendo agli altri componenti di rientrare nella Epitaph. La band è d'accordo ma rimane il problema del contratto con la Sony, per onorare il quale dovevano pubblicare ancora un album. Così nasce nel 2000 The New America, album scritto e registrato molto velocemente, anche grazie all'aiuto di Gurewitz che aiuta gli altri componenti a sistemare altrettanto velocemente gli arrangiamenti e partecipa alla traccia Believe It (scritta in collaborazione con Graffin). Alla fine del tour la band annuncia ufficialmente il proprio rientro in Epitaph e il reintegro di Gurewitz come chitarrista. Tuttavia, al termine del tour il batterista Bobby Schayer è stato costretto ad abbandonare il gruppo a causa di una tendinopatia alla spalla che gli impedisce di continuare a suonare. Il suo posto è stato in seguito preso da Brooks Wackerman.
Nel 2002 la nuova formazione composta da Graffin alla voce, Bentley e Wackerman alla sezione ritmica, Hetson, Gurewitz e Baker alle chitarre realizza e pubblica l'album The Process of Belief, accolto molto bene da pubblico e critica. Due anni più tardi è stata la volta di The Empire Strikes First.
Dopo un tour in Europa, negli Stati Uniti e in Sud America, il gruppo si prende una pausa, non prima però di aver registrato un DVD con le esibizioni del gruppo all'Hollywood Palladium in California del 19 e del 20 novembre intitolato Live at the Palladium. La particolarità di questo live è che la setlist è stata fatta scegliere ai fan tramite un sondaggio nel forum ufficiale della band.
È singolare come Graffin decida di mettere in vendita la sua tesi di dottorato (sulle implicazioni tra religione ed evoluzione della specie), dopo pressanti richieste da parte di molti fan interessati all'attività dell'artista anche come uomo di scienza.
Il 10 luglio 2007 è uscito il loro quattordicesimo album in studio intitolato New Maps of Hell, caratterizzato da un ritorno alle sonorità delle origini e ben accolto da critica e fan.

### Anni 2010
Il 18 maggio 2010, in occasione del trentesimo anniversario della band, i Bad Religion hanno fatto un regalo ai fan pubblicando gratuitamente l'album 30 Years Live, contenente alcuni brani eseguite tra marzo e aprile 2010 durante l'House of Blues Tour. Il 24 settembre dello stesso anno è stato pubblicato il quindicesimo album in studio The Dissent of Man.
Nel 2013 sono usciti due album, True North e Christmas Song, il cui ricavato del secondo ha finanziato un'associazione di persone violentate dai preti; l'ultima traccia di Christmas Song è lo storico brano American Jesus. Nei primi di giugno dello stesso anno il chitarrista Greg Hetson ha lasciato il gruppo senza rilasciare alcuna dichiarazione.
Il 27 ottobre 2015 Brooks Wackerman ha rivelato di aver abbandonato il gruppo, annunciando il 6 novembre seguente il suo ingresso negli Avenged Sevenfold.
Il 3 maggio 2019 esce il loro diciassettesimo album studio, Age of Unreason, il primo con Jamie Miller alla batteria e senza Greg Hetson alla chitarra in nessuna traccia a eccezione di Into the Unknown.

## Stile ed influenze
La musica dei Bad Religion è stata descritta come punk rock, skate punk, melodic hardcore e hardcore punk.
Il cantante Greg Graffin ha definito la sua musica come «brani rock dal suono pop che non erano necessariamente commerciali». Oltre all'uso di una terminologia insolitamente ricca per una band punk, i Bad Religion sono anche noti per il loro uso frequente di armonie vocali. Per loro stessa ammissione, hanno preso spunto dagli Adolescents nel modo in cui hanno usato armonie in tre parti. Il bassista Jay Bentley ha detto: «Vedere gli Adolescents dal vivo, è stato fantastico. Quindi, in un certo senso, gli Adolescents ci hanno influenzato nel dire che possiamo farlo anche noi, perché guarda, lo stanno facendo».
A loro volta, varie band citano i Bad Religion come un'influenza, tra cui The Bouncing Souls, Kreator, Lagwagon, The Offspring e Pennywise.

## Formazione

### Attuale
- Greg Graffin – voce (1979-presente)
- Jay Bentley – basso (1979-1982, 1987-presente)
- Brian Baker – chitarra (1994-presente)
- Mike Dimkich – chitarra (2013-presente)
- Jamie Miller – batteria (2015-presente)

### Ex componenti
- Jay Ziskrout – batteria (1979-1981)
- Paul Dedona – basso (1982-1984)
- Davy Goldman – batteria (1983-1984)
- Tim Gallegos – basso (1984-1987)
- Pete Finestone – batteria (1981-1983, 1984-1991)
- Bobby Schayer – batteria (1991-2001)
- Greg Hetson – chitarra (1979-2013)
- Brett Gurewitz – chitarra (1979-1994, 2001-2013)
- Brooks Wackerman – batteria (2001-2015)

## Discografia

### Album in studio
- 1982 – How Could Hell Be Any Worse?
- 1983 – Into the Unknown
- 1988 – Suffer
- 1989 – No Control
- 1990 – Against the Grain
- 1992 – Generator
- 1993 – Recipe for Hate
- 1994 – Stranger than Fiction
- 1996 – The Gray Race
- 1998 – No Substance
- 2000 – The New America
- 2002 – The Process of Belief
- 2004 – The Empire Strikes First
- 2007 – New Maps of Hell
- 2010 – The Dissent of Man
- 2013 – True North
- 2019 – Age of Unreason

### Album dal vivo
- 1997 – Tested
- 2010 – 30 Years Live

### Raccolte
- 1992 – 80-85
- 1995 – All Ages
- 2002 – Punk Rock Songs

### EP
- 1981 – Bad Religion
- 1984 – Back to the Known
- 2013 – Christmas Songs

### Singoli
- 1992 – Atomic Garden
- 1992 – Generator
- 1993 – American Jesus
- 1994 – 21st Century (Digital Boy)
- 1994 – Stranger than Fiction
- 1995 – Infected
- 1996 – A Walk
- 1996 – Punk Rock Song
- 1996 – The Streets of America
- 1997 – Dream of Unity
- 1998 – Raise Your Voice
- 2000 – The New America
- 2002 – Broken
- 2004 – Los Angeles Is Burning

### Apparizioni in raccolte
- 1991 – The Big One: San Francisco/Los Angeles
- 1998 – A Compilation of Warped Music
- 2000 – World Warped III Live
- 2004 – Warped Tour 2004 Tour Compilation
- 2006 – Best of Punk-O-Rama
- 2007 – Warped Tour 2007 Tour Compilation
- 2009 – Warped Tour 2009 Tour Compilation

## Videografia

### Album video
- 2004 – Along the Way
- 2006 – Live at the Palladium